# Andrés Giménez Soler
Andrés Giménez Soler (Zaragoza, 10 de noviembre de 1869 - 29 de septiembre de 1938) fue un historiador y arabista español, archivero de la Corona de Aragón, rector de la Universidad de Zaragoza, presidente de la Real Sociedad Fotográfica de Zaragoza, gobernador civil de Gerona y miembro de las Reales Academias de Historia, Bellas Artes de San Luis y de la de Ciencias de Zaragoza.

## Biografía
Era miembro de una humilde familia de artesanos y tuvo que derrochar esfuerzo para estudiar una carrera universitaria. Se licenció en Historia en la Universidad de Zaragoza y más tarde se doctoró en la de Madrid. En 1893 obtuvo la plaza en el Archivo de la Corona de Aragón (Barcelona), donde inició sus investigaciones, y en 1899 consiguió la cátedra de Historia de España Antigua y Media de la Universidad de Sevilla, pero casi de inmediato, en 1900, se trasladó a la Universidad de Zaragoza, de donde ya no se movió hasta su muerte y de la que llegó a ser rector entre 1911 y 1913. En 1927 fue elegido presidente de la Real Sociedad Fotográfica de Zaragoza.  Durante un tiempo fue gobernador civil de Gerona. En 1937, poco antes de su muerte, reordenó el Archivo Municipal de Zaragoza.
En su actividad como historiador, se dedicó fundamentalmente al estudio de los reinados de Fernando el Católico, Jaime II y Alfonso V de Aragón, del Justiciazgo, o la delimitación de la frontera entre Cataluña y Aragón. También se ocupó en el estudio de la economía y la sociedad aragonesas, mostrando especial interés por el campesinado y los moriscos y judíos, o temas relativos a la administración local. Además escribió unas documentadas biografías de don Juan Manuel y de Fernando el Católico. Fue académico correspondiente de la Real de la Historia y académico de número de la Real de Ciencias de Zaragoza y de la de Bellas Artes de San Luis.
Entre 1904 y 1905 publicó en la Revista de Archivos, Bibliotecas y Museos dos artículos titulados La expedición a Granada de los Infantes D. Juan y D. Pedro en 1319, sobre el Desastre de la Vega de Granada, que siguen siendo frecuentemente mencionados por los medievalistas modernos cuando hacen referencia a esa batalla, en la que murieron dichos infantes, ya que él fue el primero en comparar los testimonios coetáneos de cristianos y musulmanes.
Llegó a dirigir brevemente el diario zaragozano La Crónica de Aragón.
En su haber posee cerca de cien títulos publicados, preferentemente sobre historia y arabismo, entre los que destaca la gran difusión que alcanzó su monografía La Edad Media en la Corona de Aragón, de la que elaboró dos ediciones. Dejó numerosos discípulos, muchos de los cuales se beneficiaron de su proverbial generosidad.

## Obras
- Don Juan Manuel, biografía y estudio crítico. Obra premiada en público certamen por la Academia Española en el concurso de 1906 a 1908 e impresa a sus expensas, Zaragoza, Tip. La Académica, de F. Martínez, 1932.
- Las zonas francas, Zaragoza: Tip. Blasco, 1915.
- El pensamiento económico aragonés Zaragoza: Tip. Ediciones Aragonesas, 1915.
- La población Aragonesa, Zaragoza, F. Martínez, 1934.
- El carácter de Don Pedro de Luna: a propósito de la novela de D. Vicente Blasco Ibáñez, "El Papa del Mar", Zaragoza: Universidad de Zaragoza, 1926.
- Fernando el Católico, Barcelona [etc.], Editorial Labor, s.a., 1941.
- La España primitiva según la filología, Zaragoza: Tip. G. Casañal, 1913.
- La corona de Aragón y Granada: historia de las relaciones entre ambos reinos, Barcelona: Imprenta de la Casa Provincial de Caridad, 1908.
- El justicia de Aragón : es de origen musulmán?, Madrid: Tip. de la Viuda é Hijos de M. Tello, 1901.
- Itinerario del rey don Alfonso de Aragón y de Nápoles, Zaragoza: Mariano Escar, 1909.
- El problema de la variación del clima en el cuenca del Ebro, Zaragoza 1922
- El Poder judicial en la corona de Aragón, memoria leída en la real Academia de buenas letras de Barcelona..., Barcelona: tip. de la Casa provincial de caridad, 1901.
- La expedición a Granada de los Infantes D. Juan y D. Pedro en 1319 (1ª parte) , Madrid : Tip. de la Revista de Archivos, Bibliotecas y Museos, 1904.
- La expedición a Granada de los Infantes D. Juan y D. Pedro en 1319 (2ª parte) , Madrid : Tip. de la Revista de Archivos, Bibliotecas y Museos, 1905.
- La antigua península ibérica, Barcelona: Montaner y Simón, [19--]
- De Geografía social española: (Comentarios a los Decretos del Ministerio de Fomento que crearon las Confederaciones hidronómicas), Zaragoza [s.n.] 1926
- El sitio de Almería en 1309, Barcelona: Tipografía de la Casa Provincial de Caridad, 1904
- Caballeros españoles en África y africanos en España, New York - Paris, [s. n. ¿1907?]
- La Edad Media en la corona de Aragón, Barcelona: Editorial Labor, 1930, 2.ª ed. revisada 1944.
- Critica del libro Numantia: die Keltiberer und ihre Kriege mit Rom (Numancia: los celtiberos y sus guerras con Roma): discurso leído en la solemne apertura de los estudios del año académico de 1921 a 1922. Zaragoza: G. Casañal, 1921.
- Estudios de historia aragonesa: siglos XVI y XVII, Zaragoza, 1916.
- La crónica catalana de Bernardo Boades, Santander, 1931.
- La Península Ibérica en la antigüedad, Barcelona: Montaner y Simón, [19--?]
- «Don Jaime de Aragón, último conde de Urgel», Memorias de la Real Academia de Buenas Letras de Barcelona, vol. 7, Barcelona, 1901, págs. 125-443. Memoria leída en las sesiones ordinarias celebradas por la Real Academia de Buenas Letras los días 11 y 25 de abril de 1899 por D. Andrés Giménez Soler.
- Conferencia científico-económica celebrada en el Ateneo de Madrid... en 1915, a cargo de Andrés Giménez Soler... sobre el tema "Las haciendas locales" después de la ley de supresión de consumos, con un epilogo de Luis González. Zaragoza: Blasco, 1915.
- La Corona de Aragón y Granada: Hist. de las relaciones entre ambos reinos, Barcelona [Dr.:] Casa Prov. de Caridad, 1908.